# Föreningen för svensk undervisningshistoria
Föreningen för svensk undervisningshistoria grundades 1920 under namnet Sällskapet för studiet av svensk undervisningshistoria. Initiativet till föreningen togs av läraren Bror Rudolf Hall. Föreningen existerar än idag och ger ut Årsböcker för svensk undervisningshistoria och tidskriften Vägval i skolans historia.